# Afsin Pejrováni
Mohammad Ali „Afsin” Pejrováni (perzsául: افشين پيروانى, Siráz, 1970. február 6. –) iráni labdarúgóhátvéd. Bátyja, Golám Pejrováni és öccse, Amir Hoszejn Pejrováni szintén labdarúgó.

## Pályafutása

### A válogatottban
1993 és 2002 között 65 alkalommal szerepelt az iráni válogatottban. Tagja volt az 1998-as francia világbajnokságon részt vevő csapatnak.

## Sikerei, díjai
Irán
- Ázsia-kupa
  - bronzérmes: 1996